# 赤城南面千本桜

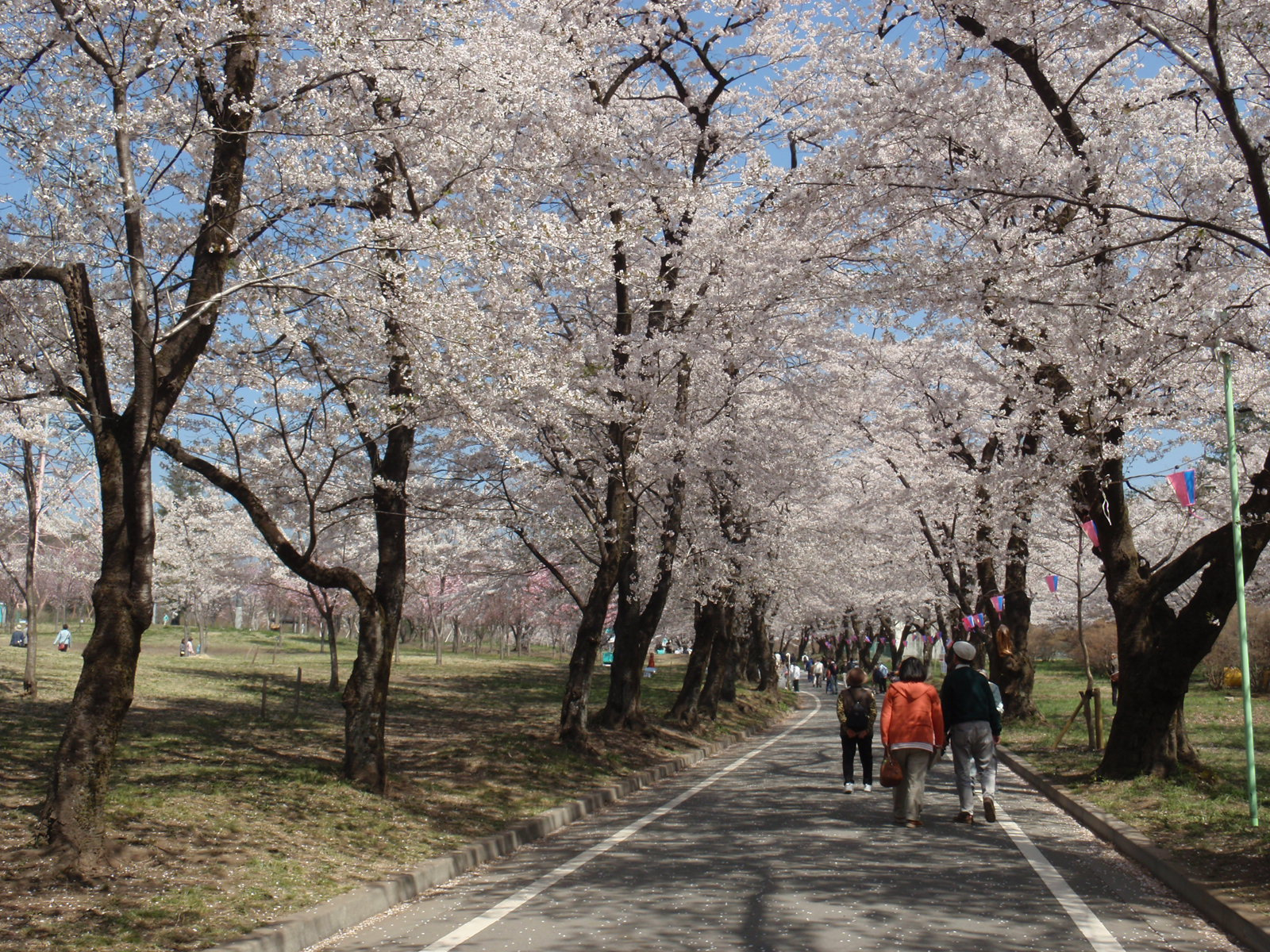
赤城南面千本桜（2014年）

赤城南面千本桜（あかぎなんめんせんぼんざくら）は、群馬県前橋市にある桜の名所。日本さくら名所100選。

## 地理

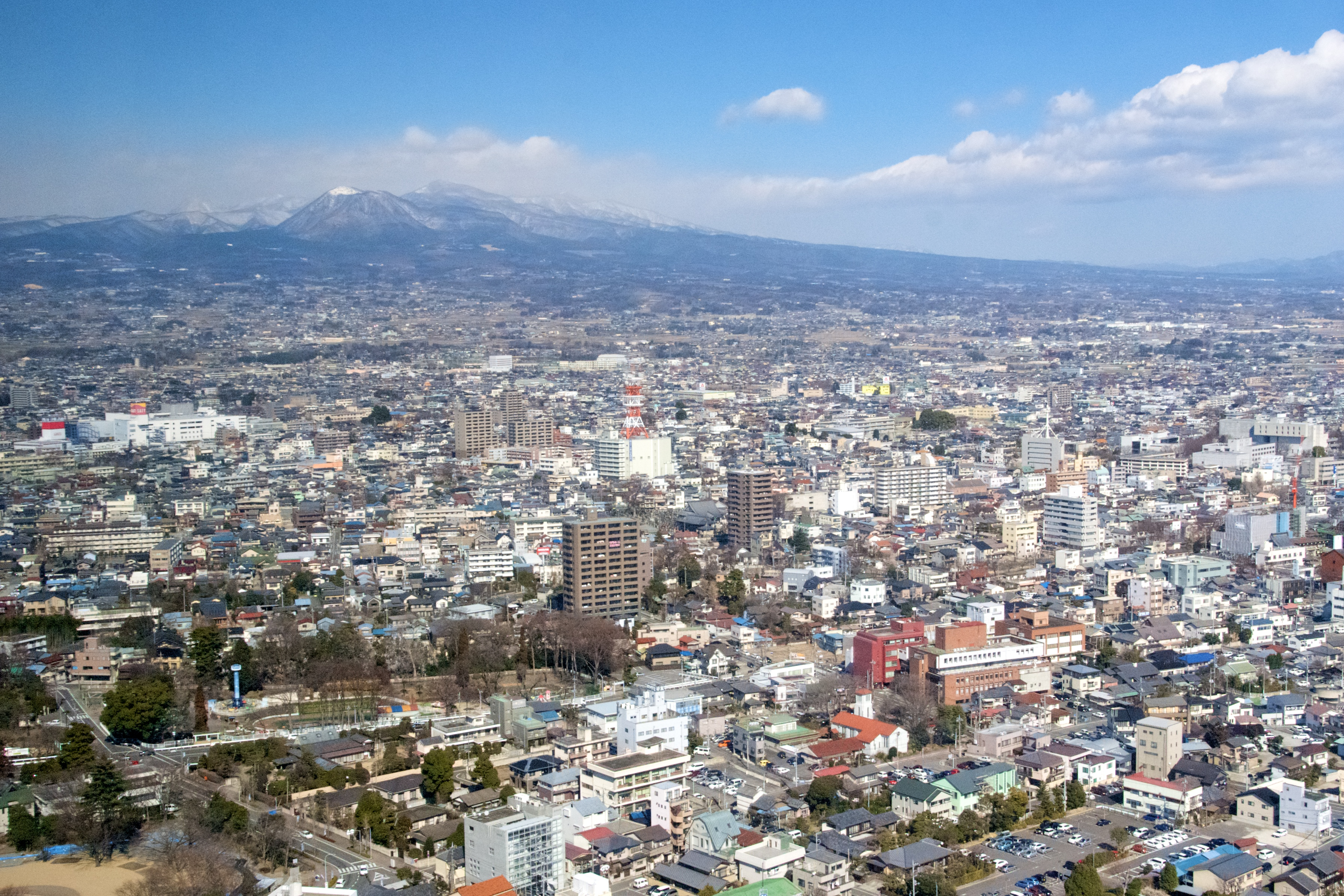
前橋市中心市街地から赤城山を望む

前橋市宮城地区苗ヶ島町、赤城山の南側斜面を通過する国道353号から忠治温泉へと至る道に整備された桜並木道である。約3.5キロメートルの区間にわたって約1,400本のソメイヨシノが植えられている。
1956年（昭和31年）から3年間にわたって展開された緑化推進事業の一環として整備されたもので、1990年（平成2年）には公益財団法人日本さくらの会によって日本さくら名所100選に選定された。のちに整備された公園・みやぎ千本桜の森とともに、地域住民による愛護会が中心となり手入れが行われている。
毎年4月にはイベント・桜まつりが開催され、群馬県内外から10万人以上の観光客が訪れる。標高431メートルから700メートルと高低差があるため、花見を楽しむことができる期間が長い。桜が散ったあとは、5月上旬から下旬にかけてヤマツツジが、9月下旬から10月上旬にはヒガンバナが見頃となる。

## 交通アクセス
公共交通機関
上毛電気鉄道上毛線・大胡駅から路線バス・タクシーに乗車、約20分間。
「千本桜野球場駐車場」または「電力中央研究所前」が最寄りのバス停留所である。
自家用自動車
北関東自動車道・伊勢崎インターチェンジから約30分間。
関越自動車道・赤城インターチェンジから約40分間。
桜まつり期間中は千本桜野球場駐車場が利用不可となる。